# Джаспер Ффорде
Джаспер Ффорде (англ. Jasper Fforde; нар. 11 січня 1961, Лондон) — британський письменник. Найбільшу популярність йому принесла серія романів про Thursday Next. Також автор циклів «Nursery Crime Division», «Shades of Grey» та підліткового циклу «The Last Dragonslayer». Лауреат Премії Діліс (2004) за роман «Lost in a Good Book».

## Біографія
Джаспер Ффорде народився 11 січня 1961 року в Лондоні (Англія), в сім'ї Джона Стендіша Ффорде — 24-го головного скарбника Банку Англії. Він двоюрідний брат чоловіка письменниці Кеті Ффорде, онук польського політичного радника Джозефа Ретінгера і правнук журналіста Е. Д. Мореля.
Ффорде навчався у прогресивній школі Дарлінгтон-холл і протягом тринадцяти років працював оператором в різних кінокомпаніях (брав участь у виробництві фільмів «Маска Зорро», «Золоте око» і «Пастка» тощо).
Перший роман «The Eyre Affair» вийшов друком 2001 року після 76 відмов видавців. Вже на першому тижні публікація увійшла до списку «New York Times Bestseller List», потім — «Lost in a Good Book» (у 2002 році), «The Well of Lost Plots» (у 2003 році) і «Something Rotten» (у 2004 році). За ним з'явилися наступні твори, що склали цикл про Thursday Next: « First Among Sequels», «One of Our Thursdays is Missing», «A Woman Who Died a Lot». У 2004 році за «Джерело загиблих сюжетів» автор отримав приз Вудхауза.
Роман «Tge Big Over Easy», який вийшов у 2005 році, є переробкою першого роману автора. Спочатку він називався «Хто вбив Шалама-Балама?», опісля робочою назвою стала «Казковий злочин» (англ. Nursery Crime співзвучне з Nursery Rhyme, так називаються англійські дитячі казкові віршики). Наступний роман «The Fourth Bear», заснований на казці «Три ведмедя», вийшов у 2006 році. Разом вони склали цикл про Відділ Казкових Злочинів і детектива Джека Шпротта.
У грудні 2009 року в США і січні 2010 року у Великій Британії була видана перша книга з нового циклу «Shades of Grey» під назвою «Shades of Grey 1: The Road to High Saffron».
У листопаді 2010 року Ффорде написав «The Last Dragonslayer», не пов'язаний з іншими його творами, фантастичний роман про дівчину-сироту. Книга спочатку планувалася як перша в трилогії. Наступні книги були випущені в 2011, 2014 та 2021 роках.
У 2017 році вийшла нова книга Джаспера Ффорде під назвою «Early Riser» («Жайворонок», або, буквально, «Той, хто рано встає») яка не відноситися ні до одного з вже існуючих циклів.
Книги Ффорде характеризуються великою кількістю літературних алюзій, гри слів, захоплюючим сюжетом і повною неможливістю визначення жанру твору, і включають в себе елементи метапрози, пародії та фентезі. Також Джаспер відомий своїми спробами інкорпорувати читачів у розвиток світу «Thursday Next» за допомогою форуму на своєму сайті ThursdayNext.com.

## Цікаві факти
- У жодній книзі Ффорде немає 13 розділу, не зважаючи на те, що в змісті кожної він присутній[13].
- Зараз Джаспер Ффорде живе в Уельсі і присвячує свій час написанню книг і авіації, йому належить літак DH 82 Tiger Moth[14].